# Andrzej Adamek
Andrzej Adamek (ur. 6 stycznia 1972 w Wałbrzychu) – polski koszykarz występujący na pozycjach rozgrywającego lub rzucającego obrońcy, wielokrotny medalista mistrzostw Polski jako trener i zawodnik, reprezentant kraju, obecnie asystent trenera w Śląsku Wrocław. Trener Górnika Wałbrzych.

## Historia
Jako że urodził się w Wałbrzychu, swoją karierę zawodniczą rozpoczął w tamtejszym Górniku, który w latach 80. zdobył dwukrotnie mistrzostwo Polski, a trzykrotnie zostawał wicemistrzem. Po sukcesach przyszły jednak chude lata, które były spowodowane problemami finansowymi w związku z załamaniem przemysłu górnicznego. Górnik, mimo problemów, zdołał jednak z Adamkiem w składzie w sezonie 1994/95 zająć czwartą pozycję w lidze jako Śnieżka Aspro Świebodzice.
Po tym sezonie 23-latek przeprowadził się do Przemyśla, gdzie Polonia była świeżo po sukcesie - zdobyła srebrne medale mistrzostw Polski. W następnym sezonie zmienił się jednak trener, miejsce zasłużonego Tomasza Służałka zajął Teodor Mołłow. Mimo zmiany szkoleniowca Polonii wraz z Adamkiem udało się zdobyć brązowe medale.
Złoto trafiło w jego ręce trzy lata później, kiedy latem 1998 Adamek przeniósł się do Wrocławia. Tam budowany przez Andreja Urlepa Śląsk po roku przerwy ponownie sięgnął po złote medale, rozpoczynając marsz ku czterem kolejnym. Adamek w sumie zdobył trzy z nich, bo w sezonie 2000/01 grał na wypożyczeniu w Prokomie Trefl Sopot, gdzie zdobył brązowy medal.
Po tym, jak w 2002 wraz ze Śląskiem zdobył 17. mistrzostwo Polski, odszedł do Pruszyńskich Pruszków. Potem na rok wyjechał do Szwecji, skąd wrócił do walczącego na zapleczu ekstraklasy Górnika z rodzinnego Wałbrzycha. Tam zakończył koszykarską karierę, będąc przy okazji grającym trenerem.
Adamek dwukrotnie pracował z kadrą narodową jako asystent. Między 2005 a 2006 pomagał Veselinowi Maticiowi, a po zdymisjonowaniu Estończyka słoweńskiemu trenerowi – Andrejowi Urlepowi.
W listopadzie 2007 Adamek został pierwszym trenerem Śląska po tym, jak Andrej Urlep, któremu asystował, zrezygnował z dalszej pracy we Wrocławiu.
11 lipca 2019 po raz kolejny w karierze został trenerem Śląska Wrocław. 19 listopada został odsunięty od prowadzenia drużyny. Tydzień później został zwolniony.
2 czerwca 2021 objął stanowisko asystenta trenera Petara Mijovicia w Śląsku Wrocław.
W sezonie 2023/2024 wygrał Bank Pekao 1 Ligę Mężczyzn z Górnikiem Wałbrzych. Wprowadzając klub którego jest wychowankiem do Polskiej Ligi Koszykówki.

## Osiągnięcia

### Zawodnicze
Drużynowe
- 3-krotny mistrz Polski w barwach Śląska Wrocław w latach 1999, 2000 i 2002,
- Brązowy medalista mistrzostw Polski w barwach Polonii Przemyśl (1996) i Prokomu Trefla Sopot (2001)
- Zdobywca Pucharu Polski w barwach Prokomu Trefla Sopot (2001)
- Finalista:
  - Pucharu Polski (1997)
  - Superpuchar Polski (2001)

Indywidualne
- Zwycięzca konkursu rzutów za 3 punkty PLK (1996)[7]
- 4-krotny uczestnik meczu gwiazd PLK (1994, 1995, 1996 – Poznań, 1996 – Sopot)[8]
- Uczestnik meczu gwiazd Polska – Gwiazdy PLK (1997)[9]

Reprezentacja
- Uczestnik:
  - kwalifikacji do Eurobasketu (1997)[10]
  - mistrzostw Europy U–22 (1992 – 11. miejsce)[10]

### Trenerskie
(* – osiągnięcia jako asystent głównego trenera)
- Mistrz Polski (2010*, 2011*, 2012, 2015*, 2016*[11], 2017*[12], 2022*[13], 2023*[14])
- Wicemistrz Polski (2009, 2014*, 2023*)
- 2-krotny brązowy medalista mistrzostw Polski (2007*, 2008)
- Zdobywca Pucharu Polski (2015*, 2017, 2025)
- 2-krotny zdobywca Superpucharu Polski (2010*, 2015*)
- Finalista:
  - Pucharu Polski (2008)
  - Superpucharu Polski (2011, 2012, 2013*, 2022*[15])
- Asystent trenera podczas Meczu Gwiazd NBL–TBL 2014
- Mistrz Pekao 1 Ligi Mężczyzna (2024)[6]

## Film
W 2000 roku zagrał epizod w filmie 6 dni strusia, jako koszykarz zespołu Azbestów Pomorze.